# Dale Russell
Dale Alan Russell (* 27. Dezember 1937 in San Francisco, Kalifornien; † 21. Dezember 2019) war ein US-amerikanisch-kanadischer Paläontologe und Hochschullehrer, der sich mit Dinosauriern beschäftigte. Er gilt als einer der bedeutendsten Paläontologen Kanadas. Bekannt wurde Russell vor allem durch seine Hypothese über eine alternative Evolution des Dinosauriers Stenonychosaurus zu einem menschenähnlichen Dinosauroiden.

## Werdegang
Russell wurde 1937 als das zweitälteste von drei Kindern geboren. Sein älterer Bruder Donald E. Russell wurde ebenfalls Paläontologe – allerdings mit einem Schwerpunkt auf Säugetieren. Russell begann sein Biologie-Studium am Eastern Oregon College (heute Eastern Oregon University) und wechselte nach einem Jahr an die University of Oregon, wo er  1958 den Bachelor erwarb. Seinen Master in Paläontologie absolvierte er anschließend an der University of California, Berkeley und schloss diesen 1960 ab. 1964 wurde Russell an der Columbia University im Fach Geologie promoviert. Seine Dissertation war ein Überblickswerk über die Mosasaurier Nordamerikas. Als Post-Doktorand war er 1964/65 an der Yale University tätig. Anschließend war er ab 1965 Kurator für Wirbeltier-Paläontologie am National Museum of Canada in Ottawa, wo er 1977 Direktor der Abteilung Paläobiologie wurde. Während seiner Zeit in Ottawa tat er sich als Mentor einer Reihe von jüngeren Paläontologen wie beispielsweise Peter Dodson hervor. Ab 1995 war er Senior Curator am Naturgeschichtsmuseum der North Carolina State University. Dort hatte er auch in der Fakultät für Geowissenschaften eine Professur inne. 2003 beendete Russell seine Lehrtätigkeiten und arbeitete nur noch in Teilzeit im Universitätsmuseum, bis er 2010 in Gänze in den Ruhestand ging.  Hiernach war er Adjunct Professor an der California State University in Sacramento.

## Forschung

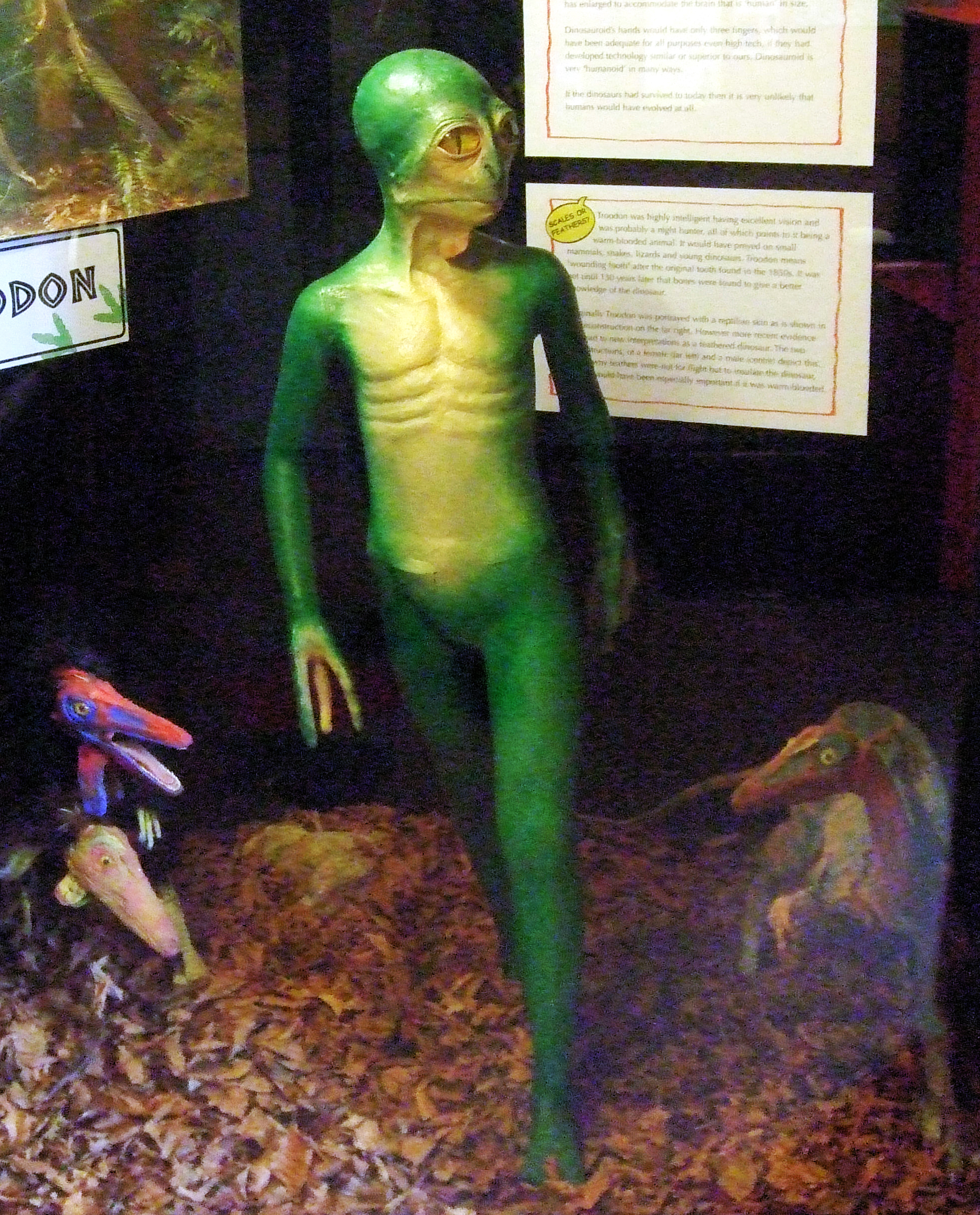
Modell des von Russell erdachten Dinosauroiden

Russell beschrieb eine Vielzahl von Dinosaurierarten und -gattungen, darunter den bekannten Tyrannosauriden Daspletosaurus. Darüber hinaus publizierte er mehrere Artikel zu den Theropoden, die im heutigen Kanada lebten. Er war außerdem an den sehr ergiebigen Dinosaurier-Ausgrabungen in Alberta (Dinosaur Provincial Park) beteiligt und in den 1980er Jahren mit Philip J. Currie und Dong Zhiming Organisator des China-Canada Dinosaur Project, eines kanadisch-chinesischen Gemeinschaftsprojekts für Dinosaurier-Ausgrabungen.
Russell spekulierte früh über extraterrestrische Ursachen für das Aussterben der Dinosaurier. Beinahe zehn Jahre bevor Luis Walter Alvarez und Walter Alvarez die Hypothese aufstellten, ein Asteroideneinschlag habe zum Aussterben der Dinosaurier geführt, zog Russell eine Supernova als Ursache für das Massenaussterben in Betracht. Außerdem veröffentlichte er über Implikationen paläontologischer Forschung für die Frage außerirdischen Lebens.
Ebenso spekulierte er über ein hypothetisches intelligentes Endprodukt der Dinosaurierevolution, falls diese nicht ausgestorben wären. Dieser Dinosauroid wäre nach Russell am ehesten aus Stenonychosaurus inequalis (heute mit Troodon synonymisiert) hervorgegangen. Nach Russells Theorie hätte sich über die Jahrmillionen so ein intelligentes Wesen entwickelt, das einen dem Menschen sehr ähnlichen Körperbau aufgewiesen hätte. Besonders das anthropomorphe Aussehen des Dinosauroiden brachte Russell viel Kritik ein. Gregory S. Paul sprach beispielsweise von einem „verdächtig menschlichen“ Dinosauroiden und hielt es für wesentlich wahrscheinlicher, dass Theropoden im weiteren Verlauf der Evolution ihren horizontal ausgerichteten Körperbau und vor allem ihren Schwanz behalten hätten. Ähnlich argumentierte Darren Naish, indem er anführte, dass die menschliche Körperform einmalig in der Evolutionsgeschichte ist und nicht davon ausgegangen werden kann, dass intelligentes Leben automatisch einen solchen Körperbau aufweist.

## Privates
Russell konvertierte 1961 zum Katholizismus und heiratete im Jahr 1964. 1984 erhielt er die kanadische Staatsbürgerschaft. Zum Zeitpunkt seines Todes hinterließ er drei Kinder und 17 Enkelkinder.

## Auszeichnungen
- Bancroft Award der Royal Society of Canada (1996)[14]

## Schriften (Auswahl)
- Islands in the cosmos. The evolution of terrestrial life. Indiana University Press, Bloomington 2009, ISBN 978-0-253-35273-6.
- An Odyssey in Time. The Dinosaurs of North America. University of Toronto Press, Toronto 1989, ISBN 0-8020-5815-9.
- A Vanished World. The Dinosaurs of Western Canada. National Museum of Natural Sciences, Ottawa 1977, ISBN 0-88830-147-2.